# Consciência animal

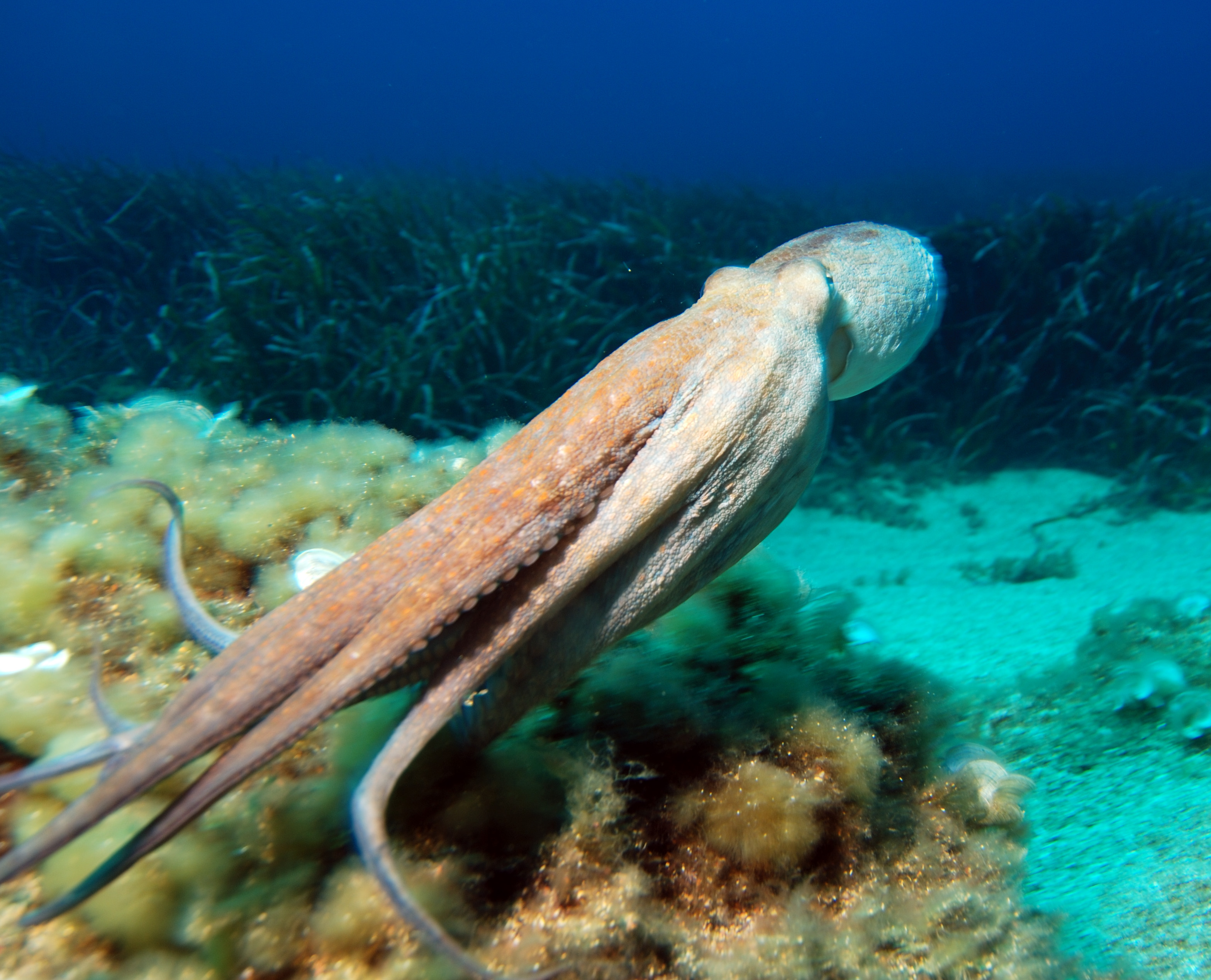
Pesquisas realizadas com polvos e outros animais comprovam que estes possuem consciência.

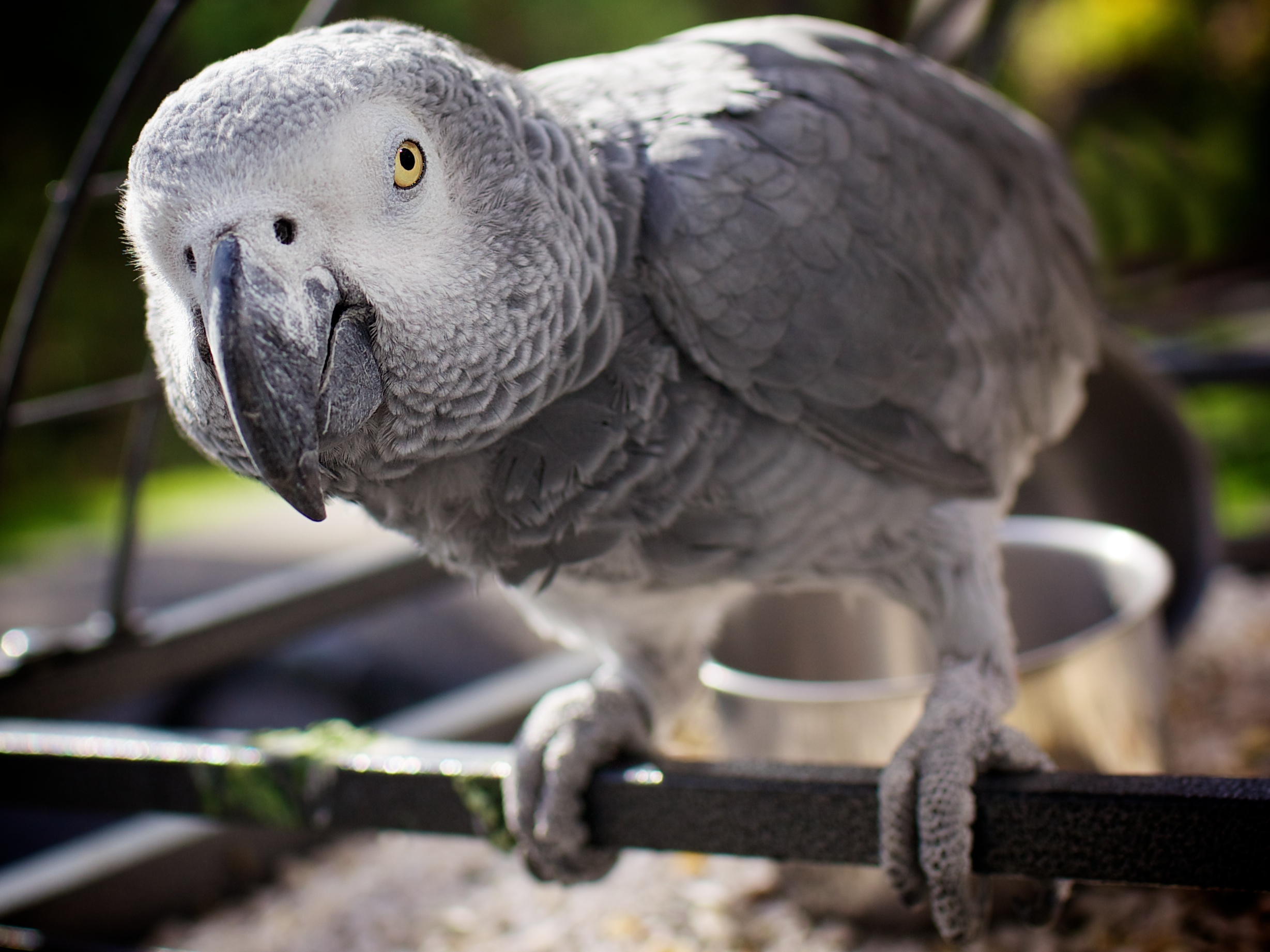
De acordo com a Declaração de Cambridge sobre Consciência, "os níveis de consciência semelhantes a humanos" foram observados no papagaio-cinzento.

Consciência animal ou senciência animal tem sido pesquisada ativamente há mais de 100 anos. O delicado tema da consciência animal envolve três dimensões principais: a cognição, a auto-consciência e a senciência. Um estudo levado a cabo por Philip Low, juntamente com o reconhecido físico Stephen Hawking, comprovou que a estrutura que se pensava que distinguia os animais humanos e os animais não humanos, o córtex cerebral, não é o produtor de consciência. Assim sendo, considerando o restante do cérebro que produz os estímulos de consciência de si, concluiu-se que os animais não humanos possuem consciência. No entanto, da sua compreensão, e da análise de estudos científicos recentes, resulta a dúvida sobre a possível presença de consciência nos animais invertebrados. De acordo com Burghardt, 1985, "a melhor abordagem é a utilização de experimento (especialmente psicofísica) e observação para traçar o alvorecer e ontogenia da auto-consciência, percepção, comunicação, intenção, crenças e reflexão em fetos humanos normais, bebés e crianças", de consciência.
O tema da consciência animal é assolado por uma série de dificuldades. Ele coloca o problema de outras mentes numa forma essencialmente grave, pois os animais, sem a capacidade de expressar a linguagem humana, não nos podem comunicar as suas experiências. Além disso, é difícil raciocinar objetivamente sobre esta questão, visto que a negação de que um animal é consciente muitas vezes leva a entender que eles não sentem, que a sua vida não tem valor, e que a agressão neles exercida não é moralmente errado. O filósofo francês René Descartes no século XVII, por exemplo, argumentou que somente os seres humanos são conscientes.
Após uma compilação de pesquisas sobre ondas cerebrais de animais, um grupo de neurocientistas renomados, durante a Francis Crick Memorial Conference na Universidade de Cambridge, Inglaterra, realizada no dia 7 de julho de 2012, assinaram um manifesto admitindo "inequivocamente" que "os humanos não são os únicos a possuir os substratos neurológicos que geram a consciência. Animais não humanos, incluindo todos os mamíferos e pássaros, e muitas outras criaturas, incluindo polvos, também possuem esses substratos neurais".
As pesquisas demonstram a capacidade de tais animais perceberem sua própria existência e o mundo ao seu redor. Além disso, nos últimos anos a neurociência tem vindo a mapear as áreas do cérebro, descobrindo que as áreas que nos distinguem dos outros animais não são as que produzem a consciência. Assim, deduz-se que os animais estudados possuem consciência porque "as estruturas cerebrais responsáveis pelos processos que geram a consciência nos humanos e outros animais são equivalentes". Apesar das muitas evidências já coletadas, a questão da consciência animal está longe de ter chegado a um consenso, quer filosófico, quer científico, persistindo muitos problemas conceituais, metodológicos e interpretativos.

## Contexto filosófico

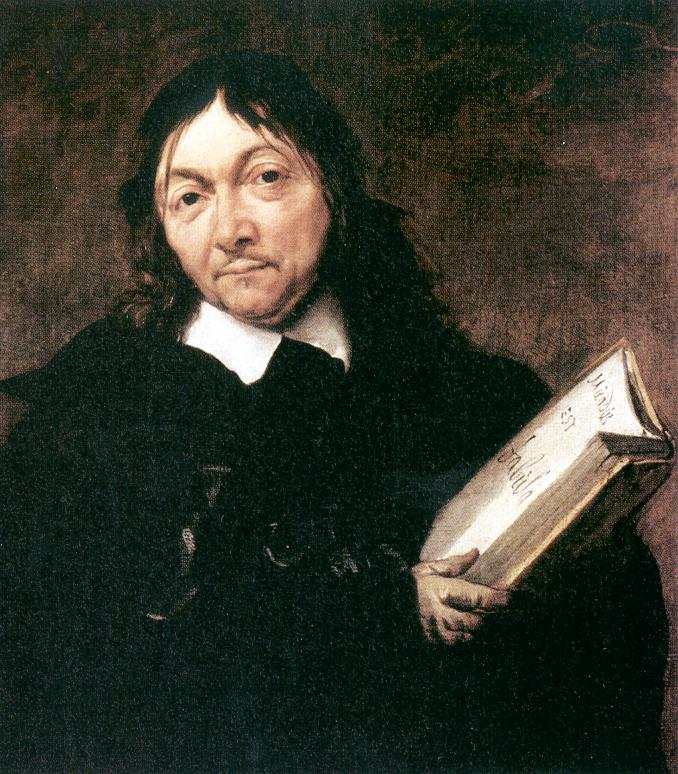
René Descartes argumentou que apenas os humanos estão conscientes e não outros animais.

O problema mente-corpo na Filosofia examina a relação entre mente e matéria e, em particular, a relação entre consciência e cérebro. Uma variedade de abordagens foram propostas. A maioria é dualista ou monista. O dualismo mantém uma rígida distinção entre os domínios da mente e da matéria. O monismo sustenta que existe apenas um tipo de coisa, e essa mente e matéria são ambos aspectos. O problema foi abordado por filósofos pré-aristotélicos, E foi abordado por René Descartes no século XVII, resultando em dualismo cartesiano. Descartes acreditava que os seres Humanos, e não outros animais, têm essa mente não-física.
A rejeição da dicotomia mente-corpo é encontrada no estruturalismo francês e é uma posição que geralmente caracterizou a filosofia francesa pós-guerra. A ausência de um ponto de encontro empiricamente identificável entre a mente não-física e sua extensão física provou ser problemática para o dualismo e muitos filósofos modernos pensam que a mente não é algo separado do corpo. Essas abordagens têm sido particularmente influentes nas ciências, particularmente nos campos da sociobiologia, da ciência da computação, da psicologia evolutiva e das neurociências.

### Epifenomenalismo
O epifenomenalismo é a teoria na filosofia da mente de que os fenômenos mentais são causados por processos físicos no cérebro ou que ambos são efeitos de uma causa comum, ao contrário dos fenômenos mentais que conduzem a mecânica física do cérebro. A impressão de que pensamentos, sentimentos ou sensações causam efeitos físicos, deve, portanto, ser entendida como ilusória até certo ponto. Por exemplo, não é o sentimento de medo que produz um aumento do batimento cardíaco, ambos são sintomáticos de uma origem fisiológica comum, possivelmente em resposta a uma ameaça externa legítima.
A história do epifenomenalismo volta à tentativa pós-cartesiana de resolver o enigma do dualismo cartesiano, ou seja, de como a mente e o corpo poderiam interagir. La Mettrie, Leibniz e Spinoza, a sua maneira, começaram essa maneira de pensar. A ideia de que, mesmo que o animal estivesse consciente, nada seria adicionado à produção de comportamento, mesmo em animais do tipo humano, foi primeiro expresso por La Mettrie (1745) e, em seguida, por Cabanis (1802), e foi explicado por Hodgson (1870) e Huxley (1874). Huxley (1874) comparou fenômenos mentais ao apito de uma locomotiva a vapor. No entanto, o epifenomenalismo floresceu principalmente, pois encontrou um nicho entre o behaviorismo metodológico ou científico. No início dos anos 1900, os behavioristas científicos, como Ivan Pavlov, John B. Watson e B. F. Skinner, começaram a tentar descobrir leis que descrevessem a relação entre estímulos e respostas, sem referência a fenômenos mentais internos. Em vez de adotar uma forma de eliminativismo ou ficcionalismo mental, posições que negam que existem fenômenos mentais internos, um behaviorista conseguiu adotar o epifenomenalismo para permitir a existência da mente. No entanto, na década de 1960, o behaviorismo científico encontrou dificuldades substanciais e, eventualmente, deu lugar à revolução cognitiva. Os participantes dessa revolução, como Jerry Fodor, rejeitam o epifenomenalismo e insistem na eficácia da mente. Fodor fala mesmo de "epifobia" - o medo de que alguém está se tornando um epifenomenalista.
Thomas Henry Huxley defende em um ensaio intitulado A Hipótese de que os Animais são Automatas e sua História uma teoria epifenomenalista da consciência segundo a qual a consciência é um efeito causalmente inerte da atividade neural - "como o apito de vapor que acompanha o trabalho de uma locomotiva, o motor está sem influência sobre a sua maquinaria". Para William James os objetos em seu ensaio "Are We Automata?", ao declarar um argumento evolutivo para a interação mente-cérebro, implicando que, se a preservação e o desenvolvimento da consciência na evolução biológica são resultado da seleção natural, é plausível que a consciência não só tenha sido influenciada por processos neurais, mas tenha tido um valor de sobrevivência em si; e só poderia ter tido isso se tivesse sido eficaz. Karl Popper desenvolveu no livro "The Self and Its Brain" um argumento evolutivo semelhante.

### Ética animal
Bernard Rollin, da Universidade Estadual do Colorado, autor principal de duas leis federais dos EUA que regulam o alívio da dor para os animais, escreve que os pesquisadores permaneceram inseguros até a década de 1980 quanto ao fato de os animais sofrerem dor, e os veterinários treinados nos EUA antes de 1989 simplesmente eram ensinados a ignorar a dor animal. Em suas interações com cientistas e outros veterinários, Rollin foi regularmente convidado a provar que os animais estão conscientes e fornecer motivos cientificamente aceitáveis para alegar que eles sentem dor. As avaliações acadêmicas do tópico são equívocas, observando que o argumento de que os animais têm pelo menos pensamentos simples e sentimentos conscientes tem forte apoio, mas alguns críticos continuam a questionar quão confiavelmente os estados mentais animais podem ser determinados. Uma revista de referência denominada Animal Sentience, lançada em 2015 pelo Instituto de Ciência e Política da Sociedade Humana dos Estados Unidos é dedicada à pesquisa sobre este e outros tópicos relacionados.

## Definição de Consciência
" Há cerca de quarenta significados atribuídos ao termo consciência, que podem ser identificados e categorizados com base em funções e experiências. As perspectivas de alcançar qualquer definição de consciência individual, acordada e independente de teoria parecem remotas."

A consciência é um conceito evasivo que apresenta muitas dificuldades quando são feitas tentativas para defini-lo. Seu estudo tornou-se progressivamente um desafio interdisciplinar para numerosos pesquisadores, incluindo etólogos, neurologistas, neurocientistas cognitivos, filósofos, psicólogos e psiquiatras. Em 1976, Richard Dawkins escreveu: "A evolução da capacidade de simular parece ter culminado na consciência subjetiva. O porquê de isso ter acontecido é, para mim, o mistério mais profundo que enfrenta a biologia moderna". Em 2004, oito neurocientistas sentiram que ainda era muito cedo para uma definição. Eles escreveram uma desculpa em "Human Brain Function":
"Não temos ideia de como a consciência emerge da atividade física do cérebro e não sabemos se a consciência pode emergir de sistemas não biológicos, como computadores... Neste ponto, o leitor esperará encontrar uma definição cuidadosa e precisa de consciência. Você ficará desapontado. A consciência ainda não se tornou um termo científico que pode ser definido dessa maneira. Atualmente, todos usamos o termo consciência de muitas formas diferentes e muitas vezes ambíguas. Surgirão definições precisas de diferentes aspectos da consciência. Mas fazer definições precisas nesta fase é prematuro".
A consciência às vezes é definida como a qualidade ou o estado de estar ciente de um objeto externo ou algo dentro de si mesmo. Foi definido um pouco vagamente como: subjetividade, senciência, capacidade de experimentar ou sentir, vigília, sensação de personalidade, e um sistema de controle executivo da mente. Apesar da dificuldade de definição, muitos filósofos acreditam que há uma intuição subjacente amplamente compartilhada sobre o que é a consciência. Max Velmans e Susan Schneider escreveram no The Blackwell Companion to Consciousness: "Tudo aquilo a que estamos atentos em um dado momento faz parte de nossa consciência, fazendo a experiência consciente ao mesmo tempo o aspecto mais familiar e mais misterioso de nossas vidas".
Termos relacionados, também usados com frequência em formas vagas ou ambíguas, são:
- Percepção: o estado ou capacidade de perceber, sentir ou ser consciente de eventos, objetos ou padrões sensoriais. Neste nível de consciência, os dados do sentido podem ser confirmados por um observador sem necessariamente implicar compreensão. Mais amplamente, é o estado ou a qualidade de estar ciente de algo. Na psicologia biológica, a consciência é definida como percepção humana e animal e reação cognitiva a uma condição ou evento.
- Autopercepção: É a capacidade de introspecção e a habilidade de  perceber a si mesmo como um indivíduo separado do ambiente e de outros indivíduos.
- Autoconsciência: um senso agudo de autopercepção. É uma preocupação consigo mesmo, em oposição ao estado filosófico de autopercepção, que é a consciência de que existe como um ser individual; embora alguns escritores usem ambos os termos de forma intercambiável ou sinônimo.[32]
- Senciência: a capacidade de estar ciente (sentir, perceber ou estar consciente) do ambiente ou ter experiências subjetivas. A senciência é uma maneira minimalista de definir a consciência, que de outra forma é comumente usada para descrever a senciência coletivamente mais outras características da mente.
- Sapiência: muitas vezes definida como sabedoria, ou a capacidade de um organismo ou entidade para agir com um julgamento apropriado, uma faculdade mental que é um componente da inteligência ou, alternativamente, pode ser considerada uma faculdade adicional, além da inteligência, com suas próprias propriedades.

Senciência (a capacidade de sentir, perceber ou experimentar subjetividade) não é o mesmo que a autopercepção (estar ciente de si mesmo como indivíduo). O teste de espelho às vezes é considerado um teste operacional para a autoconsciência, e o punhado de animais que passaram no teste do espelho são frequentemente considerados autoconscientes. Continua discutível se o reconhecimento da imagem de um espelho pode ser devidamente interpretado para implicar uma autoconsciência total, dado que os robôs estão sendo construídos, que parecem passar no teste.
Muito foi aprendido na neurociência sobre correlações entre a atividade cerebral e experiências subjetivas e conscientes, e muitos sugerem que a neurociência explicará a consciência; "a consciência é um processo biológico que acabará por ser explicado em termos de caminhos de sinalização molecular usados pelas populações interativas de células nervosas". No entanto, esta visão foi criticada porque a consciência ainda não demonstrou ser um processo e o chamado "problema difícil" de relacionar a consciência diretamente com a atividade do cérebro permanece evasivo.

## Abordagens Científicas
Desde a proposta de dualismo de Descartes, tornou-se um consenso geral de que a mente se tornou uma questão de filosofia e que a ciência não conseguiu penetrar a questão da consciência - que a consciência estava fora do espaço e do tempo. No entanto, nos últimos 20 anos, muitos estudiosos começaram a se mover para uma ciência da consciência. Tais neurocientistas notáveis que levaram a mudança para os correlatos neurais  do eu e da consciência são António Damásio e Gerald Edelman. Damasio demonstrou que as emoções e seus fundamentos biológicos desempenham um papel crítico na cognição de alto nível  e Edelman criou uma estrutura para analisar a consciência através de uma perspectiva científica. Os atuais pesquisadores do problema da consciência explicam como e por que a consciência surge da computação neural. Em sua pesquisa sobre esse problema, Edelman desenvolveu uma teoria da consciência, na qual ele cunhou os termos consciência primária e consciência secundária.
Eugene Linden, autor de The Parrot's Lament, sugere que há muitos exemplos de comportamento e inteligência animal que superam o que as pessoas supõem ser o limite da consciência animal. Linden afirma que, em muitos desses exemplos documentados, uma variedade de espécies animais exibem comportamentos que só podem ser atribuídos à emoção e a um nível de consciência que normalmente atribuiria apenas a nossa própria espécie.
O filósofo Daniel Dennett conta que:
A consciência exige um certo tipo de organização informacional que não parece ser "rígida" nos seres humanos, mas é instilada pela cultura humana. Além disso, a consciência não é um fenômeno preto ou branco, tudo ou nada, como é frequentemente assumido. As diferenças entre humanos e outras espécies são tão grandes que as especulações sobre a consciência animal parecem não fundamentadas. Muitos autores simplesmente assumem que um animal como um morcego tem um ponto de vista, mas parece haver pouco interesse em explorar os detalhes envolvidos.
A consciência nos mamíferos (isto inclui os seres humanos) é um aspecto da mente geralmente pensado para incluir qualidades como a subjetividade, a sensibilidade e a capacidade de perceber a relação entre si e o próprio ambiente. É um assunto de muita pesquisa em filosofia da mente, psicologia, neurociência e ciências cognitivas. Alguns filósofos dividem a consciência na consciência fenomenal, que é a própria experiência subjetiva, e a consciência do acesso, que se refere à disponibilidade global de informações aos sistemas de processamento no cérebro.  A consciência fenomenal tem muitas qualidades experientes diferentes, muitas vezes referidas como qualia. A consciência fenomenal geralmente é consciência de algo ou de algo, uma propriedade conhecida como intencionalidade na filosofia da mente.
Nos seres humanos, existem três métodos comuns de estudo da consciência, ou seja, relatório verbal, demonstrações comportamentais e correlação neural com a atividade consciente. Infelizmente, estes só podem ser generalizados para táxons não humanos com diferentes graus de dificuldade. 

### Teste do Espelho

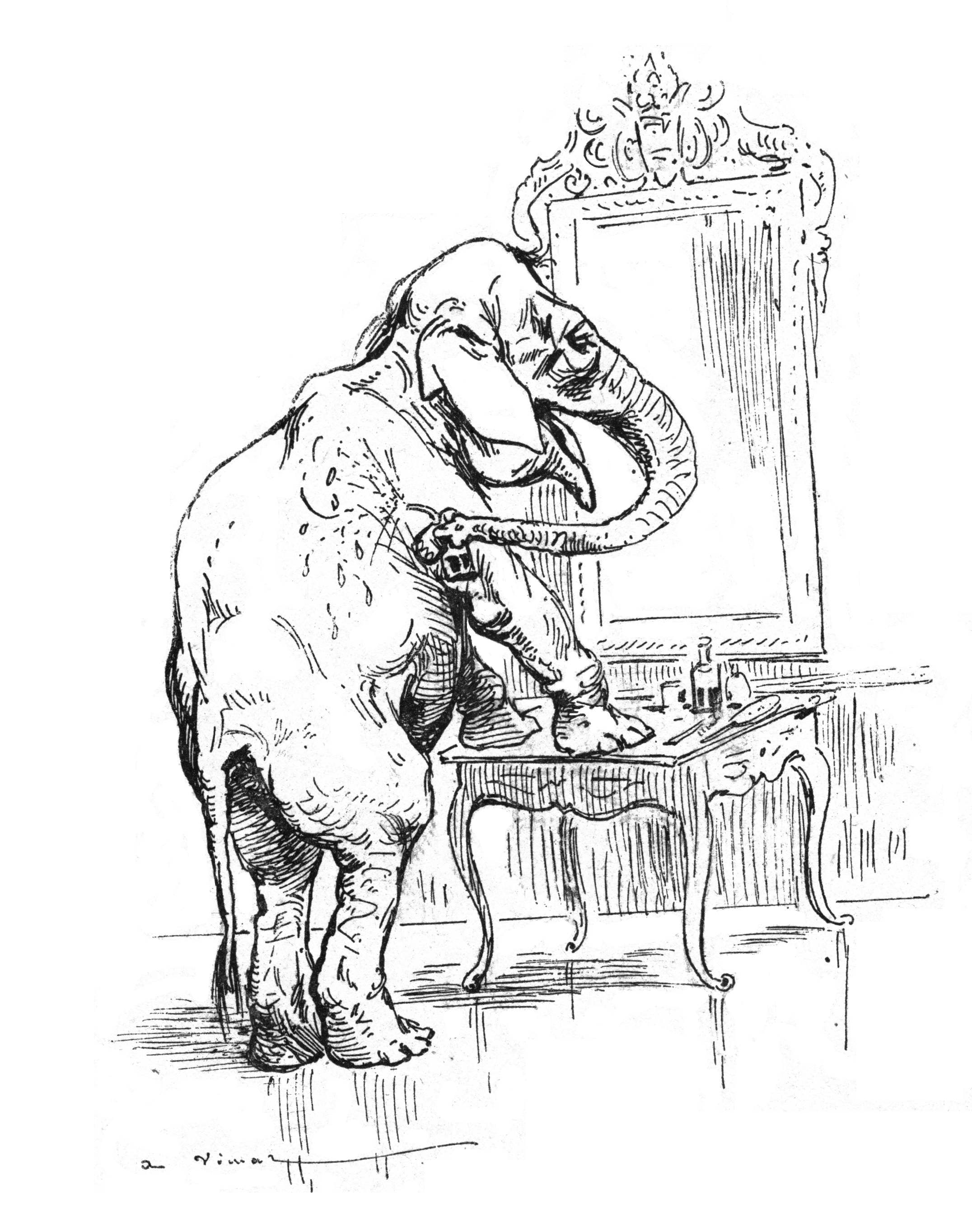
Os elefantes podem se reconhecer no espelho.

O sentido em que os animais (ou bebês humanos) pode ser dito ter consciência ou um autoconceito tem sido muito debatido; Muitas vezes é referido como o debate sobre as mentes dos animais. A técnica de pesquisa mais conhecida nesta área é o teste do espelho, desenvolvido por Gordon G. Gallup, no qual a pele de um animal (ou criança humana) é marcada enquanto está adormecida ou sedada com uma marca que não pode ser vista diretamente, mas é visível em um espelho. O animal é então autorizado a ver seu reflexo em um espelho; Se o animal dirige espontaneamente o comportamento de preparação para a marca, isso é tomado como uma indicação de que está ciente de si mesmo. Ao longo dos últimos 30 anos, muitos estudos encontraram evidências de que os animais se reconhecem em espelhos. A autoconsciência por este critério foi relatada para:
Primatas
- Chimpanzés-comuns, Bonobos, Orangotangos e Gorilas.[53][54][55]

Outros mamíferos terrestres
- Elefantes[50]

Cetáceos
- Golfinho-de-lombra (Tursiops truncatus).[56]
- Orca (Orcinus orca) e falsa-orca (Pseudorca crassidens)[57]

Pássaros
- Pega[52][58]

Até recentemente, pensava-se que o auto reconhecimento estava ausente de animais sem neocórtex e era restrito a mamíferos com grandes cérebros e cognição social bem desenvolvida. No entanto, em 2008, um estudo de auto-reconhecimento em corvos relatou resultados significativos para aves pega. Mamíferos e pássaros herdaram os mesmos componentes do cérebro de seu último antepassado comum há quase 300 milhões de anos, e desde então evoluíram de forma independente e formaram tipos de cérebro significativamente diferentes. Os resultados dos testes do espelho e marcas mostraram que as pegas são capazes de entender que uma imagem espelhada pertence ao seu próprio corpo. As descobertas mostram que as pegas respondem no espelho e marcam o teste de forma semelhante aos macacos, golfinhos e elefantes. Esta é uma capacidade notável que, embora não totalmente concreta em sua determinação de auto-reconhecimento, é pelo menos um pré-requisito para o auto-reconhecimento. Isto não é apenas de interesse quanto à evolução convergente da inteligência social; Também é valioso para a compreensão dos princípios gerais que governam a evolução cognitiva e seus mecanismos neurais subjacentes. As pegas foram escolhidas para estudar com base em sua empatia / estilo de vida, um possível precursor de sua capacidade de autoconsciência. No entanto, mesmo no chimpanzé, as espécies mais estudadas e com os achados mais convincentes, evidências claras de auto-reconhecimento não são obtidas em todos os indivíduos testados. A ocorrência é de cerca de 75% em adultos jovens e consideravelmente menor em indivíduos jovens e idosos. Para macacos, mamíferos não primatas e em várias espécies de aves, observaram-se a exploração do espelho e as exibições sociais. No entanto, sugestões de comportamento auto-dirigido induzido pelo espelho foram obtidas.
O teste de espelho atraiu a controvérsia entre alguns pesquisadores, porque está inteiramente focado na visão, o sentido primário dos seres humanos, enquanto outras espécies dependem mais de outros sentidos, como o olfato em cães. Um estudo em 2015 mostrou que o "teste de cheiro de auto-reconhecimento (STSR)" fornece evidência de autoconsciência em cães.

### Linguagem
Outra abordagem para determinar se um animal não humano é consciente deriva da pesquisa de fala passiva com uma arara. Alguns pesquisadores propõem que, ao ouvir passivamente o discurso voluntário de um animal, é possível aprender sobre os pensamentos de outra criatura e determinar que o falante é consciente. Este tipo de pesquisa foi originalmente utilizado para investigar o discurso de um berço da criança por Weir (1962) e nas investigações do discurso precoce em crianças por Greenfield e outros (1976).
A Lei de Zipf pode ser usada para indicar se um determinado conjunto de dados de comunicação animal indica uma linguagem natural inteligente. Alguns pesquisadores usaram esse algoritmo para estudar linguagem de golfinhos (Tursiops) 

### Dor ou Sofrimento
Outros argumentos giram em torno da capacidade dos animais de sentir dor ou sofrimento. O sofrimento implica consciência. Se os animais puderem demonstrar sofrer de forma semelhante ou idêntica aos humanos, muitos dos argumentos contra o sofrimento humano poderiam, provavelmente, ser estendidos aos animais. Outros argumentaram que a dor pode ser demonstrada por reações adversas a estímulos negativos que não são intencionais ou até mesmo inadequados. Uma dessas reações é a inibição transmarginal, fenômeno observado em seres humanos e alguns animais, semelhante ao colapso mental.
John Webster, professor de pecuária em Bristol, argumenta: 
As pessoas assumiram que a inteligência está ligada à capacidade de sofrer e que, porque os animais têm cérebros menores, eles sofrem menos do que os humanos. Essa é uma lógica patética, os animais sensíveis têm a capacidade de experimentar o prazer e estão motivados para buscá-lo, você só tem que observar como as vacas e os cordeiros procuram e desfrutam prazer quando se deitam com as cabeças levantadas ao sol, em um perfeito dia de verão. Assim como os humanos.
No entanto, não há acordo em que a linha entre organismos que possam sentir dor e aqueles que não podem ser desenhados. Justin Leiber, professor de filosofia da Universidade de Oxford, escreve que:
Montaigne é ecumênico a este respeito, reivindicando a consciência de aranhas e formigas, e até mesmo escrevendo nossos deveres para árvores e plantas. Singer e Clarke concordam em negar a consciência às esponjas. Singer localiza a distinção entre o camarão e a ostra. Ele, com uma conveniência bastante considerável para quem está trovejando acusações difíceis em outros, desliza pelo caso de insetos e aranhas e bactérias, eles aproximam Montaigne, aparentemente e convenientemente não sentem dor. O intrépido Midgley, por outro lado, parece disposto a especular sobre a experiência subjetiva de tênias ... Nagel ... parece traçar a linha de solavancos e vespas, embora mais recentemente ele fala da vida interior das baratas.
Há também alguns que rejeitam completamente o argumento, argumentando que, apesar de os animais sofrerem, uma planta sofredora também luta para se manter vivo (embora de forma menos visível). Na verdade, nenhum organismo vivo "quer" morrer para o sustento de outro organismo. Em um artigo escrito para o The New York Times, Carol Kaesuk Yoon argumenta que:
Quando uma planta está ferida, seu corpo imediatamente entra no modo de proteção. Ele libera um buquê de produtos químicos voláteis, que, em alguns casos, induzem as plantas vizinhas a adotar suas próprias defesas químicas e, em outros casos, atrair predadores das bestas que possam causar danos às plantas. Dentro da planta, os sistemas de reparo estão envolvidos e as defesas são montadas, os detalhes moleculares de quais cientistas ainda estão funcionando, mas que envolvem moléculas de sinalização percorrendo o corpo para reunir as tropas celulares, mesmo o alistamento do próprio genoma, que começa a agitar proteínas relacionadas à defesa ... Se você pensar sobre isso, porém, por que esperamos algum organismo se deitar e morrer por nosso jantar? Os organismos evoluíram para fazer tudo o que estiver ao seu alcance para evitar que se extinguisse. Quanto tempo seria possível que qualquer linhagem durasse se seus membros efetivamente não se importassem se você os matasse? 

### Viés Cognitivo e Emoção
O viés cognitivo em animais é um padrão de desvio no julgamento, pelo que inferências sobre outros animais e situações podem ser desenhadas de forma ilógica. Os indivíduos criam sua própria "realidade social subjetiva" de sua percepção da contribuição. Refere-se à questão "O copo é meio vazio ou meio cheio?", usado como indicador de otimismo ou pessimismo. Os viés cognitivos foram mostrados em uma ampla gama de espécies, incluindo ratos, cachorros, macacos, ovelhas, pintos e abelhas.
O neurocientista Joseph LeDoux defende evitar termos derivados da experiência subjetiva humana ao discutir funções cerebrais em animais. Por exemplo, a prática comum de chamar circuitos cerebrais que detectam e respondem a ameaças "circuitos de medo" implica que esses circuitos são responsáveis por sentimentos de medo. LeDoux argumenta que o condicionamento do medo deve ser renomeado para condicionar a ameaça pavloviana para evitar a implicação de que o "medo" está sendo adquirido em ratos ou seres humanos. A chave para sua mudança teórica é a noção de funções de sobrevivência mediadas por circuitos de sobrevivência, cujo objetivo é manter os organismos vivos, em vez de fazer emoções. Por exemplo, existem circuitos de sobrevivência defensivos para detectar e responder a ameaças. Enquanto todos os organismos podem fazer isso, apenas os organismos que podem estar conscientes das atividades do próprio cérebro podem sentir medo. O medo é uma experiência consciente e ocorre do mesmo modo que qualquer outro tipo de experiência consciente: através de circuitos corticais que permitem atenção a certas formas de atividade cerebral. LeDoux argumenta que as únicas diferenças entre um estado de consciência emocional e não emocional são os ingredientes neurais subjacentes que contribuem para o estado.